# 秦野市立南が丘中学校
秦野市立南が丘中学校（はだのしりつ みなみがおかちゅうがっこう）は、神奈川県秦野市南が丘にある公立中学校。
1982年（昭和57年）4月に秦野市立南中学校より分離される形で開校。生徒数219名、教職員数16名で発足。

## 周辺
- 神奈川県立秦野総合高等学校
- みなみが丘西公園

## アクセス
- 秦野駅南口から徒歩20分
- 秦野駅南口より神奈中バス　南が丘公園行「南が丘一丁目」または「秦野総合高校前」下車5分

## 著名な出身者
- 金子きょんちぃ - お笑い芸人（ぱーてぃーちゃん）
- 岸井ゆきの - 女優
- 山田涼介 - 歌手、俳優。Hey! Say! JUMPのメンバー